# Tvkプロ野球中継 横浜DeNAベイスターズ熱烈LIVE
『tvkプロ野球中継 横浜DeNAベイスターズ熱烈LIVE』（ティー・ブイ・ケイ・プロやきゅうちゅけい よこはまディー・エヌ・エー・ベイスターズねつれつライブ）は、テレビ神奈川 (tvk) で放送されているプロ野球中継。横浜DeNAベイスターズの主催ゲームを中心に年30～40試合ほど放送される。
本項では、過去にテレビ神奈川で放送された中継全般についても記述する。

## 歴史・概要
1972年3月、4月1日の開局を目前に控え、試験放送を行っていたテレビ神奈川 (TVK) が大洋ホエールズ対南海ホークスのオープン戦（横浜公園平和球場）を中継したのが、TVKにおけるプロ野球中継の始まりである。
以来、川崎球場を本拠地としていた大洋（1978年からは、横浜スタジアムへの移転に伴い、横浜大洋ホエールズ）の試合を積極的に中継してきた。その間、1973年8月に明治神宮野球場（神宮球場）で初のナイター中継を行った。1978年4月には、横浜スタジアムの竣工記念として行われた対読売ジャイアンツ（巨人）戦が完全放送されている。横浜移転後は、大洋戦のほかロッテ・オリオンズ（川崎球場）、ヤクルトスワローズ（神宮球場）の主催ゲームを中心に、サンテレビのネット受けで阪神甲子園球場の阪神タイガース戦なども放送してきたが、1993年に大洋が横浜ベイスターズにチーム名を変更すると同時に、地元密着型の放送へ切り換えている。
また、横浜主催分は1998年以降CS放送のJ SPORTS（旧：SKY Sports→Jスカイスポーツ）でも同時放送しており、プレイボールからゲームセットまで完全中継していた。1987年から1991年まではTVKでも試合終了まで放送していたが、1992年からは最大延長が21時50分までとなった。例外として、ベイスターズが優勝争いの佳境に差し掛かっていた1998年シーズン終盤は『ベイスターズ・スペシャルナイター』と題して特別に放送全カードを試合終了まで中継し、38年ぶりのリーグ優勝決定試合も生中継することができた。
2002年に東京放送（TBS、現・TBSホールディングス）がベイスターズの筆頭株主になってからは、在京キー局の野球中継と同じく21時25分頃で中継打ち切りとなり、スポンサー減少も伴って中継開始時間繰り下げなどベイスターズ戦中継そのものに消極的な姿勢を見せるようになった。2005年からはフジテレビONEで『SWALLOWS BASEBALL L!VE』が開始されたことに伴い、神宮球場でナイター開催の横浜戦の中継がなくなった。
本拠地以外の球場においても大洋→横浜とヤクルトの一部の主催試合（ひたちなか市民球場、草薙球場、平和台野球場他）が放送されたことがあった。2000年代後半以降は神奈川県内の平塚球場、サーティーフォー相模原球場のみ放送されることがある。
2006年度以降、tvkとJ SPORTSで別制作（後者はTBSテレビと横浜球団関連会社のベイスターズソフトが制作に関与し、横浜球団が著作権を保有）となっているが、2006年度はJ SPORTS制作の中継でtvkアナウンサーが実況することがまれにあった。ただ同年6月9日の横浜対オリックスの交流戦で、tvk制作の中継が（朝日放送系CS局の）スカイ・Aで『アクティブ!ベースボール』として試合開始から完全中継された（J SPORTS制作だが、同局では編成の都合で生中継できなかったために振り替えた）。同日tvkでは18時45分より中継されていた。
2008年からは横浜主催試合のCS放送権がTBSニュースバードへ移行しているが、tvkの中継でも年間に予定される一部試合のうち、TBSニュースバードの中継が同時放送されることもあった。特に2010年は大部分がTBSニュースバードの同時放送であった。2014年からはTBSチャンネル2に放送権が移行した。
2015年からはtvkがマルチチャンネル編成を導入したことにより、放送終了時刻以降もサブチャンネル（032チャンネル）で最大23時まで中継を延長するようになった（初実施は8月7日）。また2018年度以降の平日の中継は、試合開始からメインチャンネル（031チャンネル）での放送開始までの時間も032チャンネルで中継するようになった。

### 中継体制
tvkは自社でHD対応の大型中継車を所有していないため、TBS制作の球団公式映像をメインに使用しながら、中型以下の中継車で独自の映像を挿入することでHDでの中継が可能になっている（全国高等学校野球選手権神奈川大会などのアマチュア野球中継では、車体にtvkのロゴをステッカーで貼り付けた、技術会社〈主にクロステレビ〉所有のレンタル中継車を使用している）。
実況席は通常、横浜スタジアムのスタンド内に設けられるが、ビジター地元局の乗り込み中継やNHK BS1での中継日は、放送ブース確保の都合上自社スタジオからのオフチューブとなることがある。

## 番組の変遷

### 大洋（→横浜大洋）戦・複数カード中継時代
- 『TVKハイアップナイター』（1972年 - 1986年）
大洋戦のほか、ロッテ、ヤクルト、日本ハム（後楽園球場）、阪神戦を放送。大洋がビジター遠征で、かつヤクルト、ロッテがホームゲームを実施する日にはヤクルト（特に大洋戦）、ロッテの主催試合もTVKが自社製作して放送を行っていた。なおジプシー・ロッテ時代に西京極球場で行っていたロッテの主管試合（1973年9月）は近畿放送（現・KBS京都）が制作したものをネットしたことがあった。
また、日本テレビ制作の巨人戦（後楽園）のトップ&リレー中継なども放送していた。
- 『YOKOHAMAベイサイドナイター』（1987年 - 1993年）
中継する試合は「ハイアップナイター」時代とほぼ同じだが、日本テレビのトップ&リレーを廃止。ナイター補完番組として『YOKOHAMAベイサイドスタジオ』があったが、大洋の試合時間が長いためか、1989年度から試合が延長すると放送が休止に変更された。

### 横浜ベイスターズ時代のベイスターズ戦中継
- 『YOKOHAMAベイスターズナイター』（1994年 - 2010年）
地元密着型となり、横浜の主催試合や神宮球場のヤクルト対横浜戦（2004年まで中継）だけになっていたが、1995年あたりからサンテレビ発の阪神対横浜戦のネット受けも再開される。
また、1993年 - 1994年には、フジテレビのナイター中継が19:30からの放送（19:30-ナイター情報、19:34-中継）だった関係で同局が中継する横浜対巨人戦のトップ中継をしたこともあった[注 6]。
- 『tvkプロ野球中継 横浜ベイスターズ熱烈LIVE!!』（2011年）
2010年までのTBSニュースバードとの同時放送をやめ、全試合自社実況に戻し、これまでより中継数を増加させた。また、データ放送も充実させている。
2011年には、村田修一の提供による「気持ち晴レルヤシート」を設け、tvkの中継日に3名または4名の1グループを一塁側の最前列に招待。中継内でリポーターが招待されたグループにインタビューを行っていた。

### 過去の大洋・横浜戦以外の中継
- 『TVKトップナイター』（巨人戦）　
日本テレビの制作による、後楽園球場の巨人主催試合を放送。日本テレビが編成の都合上放送できない試合開始直後からのはみ出た時間帯を収容するために設けられた別ナイター枠。原則18時20分から日本テレビの中継が始まる19時まで放送され、1982年からは大洋主催試合放送日は編成から外された。現在は放送していない。なおスコアテロップは日テレからではなく、TVKからの送出だった。
- 『TVKリレーナイター』（巨人戦）　
上記と同じく日本テレビの制作による、後楽園球場の巨人主催試合を放送。日本テレビが編成の都合上放送できないはみ出た時間帯を収容するために設けられた別ナイター枠。原則日本テレビの中継が終わる20時54分から（後にCMによる空白時間を無くすため20時53分からとなった）試合終了まで放送した。この番組が編成されていた頃は、どんなに大洋が有利な試合展開であっても一方的に「ハイアップナイター」は打ち切られた。現在は放送していない。
- 『TVKミッドナイトナイター』（巨人戦）　
1980年代前半に実験的な試みとして、上記2番組と同じく日本テレビの制作による、後楽園球場の巨人主催試合を1時間に編集したものを深夜0時から放送していたが不評のため数試合で終了した。

以上の巨人戦リレーナイターは千葉テレビ放送、群馬テレビにも放映された。またテレビ埼玉も1979年の1年だけ放送した。
- 『TVKパ・リーグナイター』（1993年 - 2003年：パ・リーグ戦）　
パシフィック・リーグの試合だけを放送するために設けられた別ナイター枠。日本ハム戦（東京ドーム。東京ケーブルネットワーク・テレビ埼玉制作。試合により千葉テレビ放送発）などを少々放送していた。
- 『SEAREX BREEZE』（イースタンリーグ湘南戦）　
横浜の二軍、湘南シーレックスのイースタン・リーグの試合を放送（解説者なし、DJの栗原治久が実況）していた。2001年 - 2004年にかけて、横浜主催ゲームのない日に明治神宮野球場でのビジター中継を含めた中継がたまに放送されることがあった（録画中継もしばしばあり）。

### 現在の中継
- 『tvkプロ野球中継 横浜DeNAベイスターズ熱烈LIVE!!』（2012年 - ）
- 『tvkプロ野球中継』（DeNA戦以外）

## 主に中継される試合

### 2009年
- 横浜ベイスターズのホームゲーム（横浜スタジアム。巨人戦、デーゲームを除く）=tvk制作
  - 2009年までtvkは横浜スタジアムにHD（ハイビジョン）対応の中継用機材を設置していないため、SD（標準画質）での中継だった。当初2009年シーズンからtvk制作分についてはHD制作になる予定だったが、tvkの諸般事情により見送られた。
  - TBS制作（「ザ・プロ野球」の購入放映。TBSニュースバードで放送されるベイスターズ球団制作の試合）の場合も有り、2009年シーズンはその割合が増えている。
  - この年より原則としてビジターゲームは中継しなくなった。

### 2010年
- 横浜ベイスターズのホームゲーム（横浜スタジアム。巨人戦、デーゲームを除く）=tvk制作
  - 2010年4月時点では33試合のナイトゲームの放送が予定されていた。当初9月14日 - 16日の対阪神戦も中継予定に含まれていたが、横浜の2010年シーズン負け越し（その後、最下位も確定）決定の為、放送が見送られた[注 7]。そのため、9月4日の対ヤクルト戦が2010年最後の中継となった。いわゆる5大ネットワークが視聴率の低下などからシーズン途中の中継打ち切り・延長なしとなった事例は2005年以後多発しているが、県域独立局、あるいは5大ネットに属する系列局のローカル放送での途中打ち切りはきわめて異例だった。
  - 2010年シーズンより、TBSテレビ制作の「ザ・プロ野球」の購入放映も含めてHDによる放送に切り替わった（アナログ放送では16:9レターボックス）。
  - 2010年までは下記のように、tvk独自中継の場合と、TBSニュースバードの『ザ・プロ野球』を購入して同時放送する場合があった。2011年からは球団の協力を受け、テロップが乗った状態の球団提供の映像（『BANG BANG BASEBALL』と同一のもの）[注 8] とtvk独自カメラの映像[注 9] を織り交ぜて、音声はtvkの制作、他球場経過の表示場面など、一部テロップはtvk送出のものを使用し、tvkの制作著作として放送している。また、デーゲームの録画中継の場合でも他球場経過は放送されている時間（即ちデーゲームの結果と、ナイターの放送中の時間帯の途中経過）のものを表示している。

### 2011年
- 横浜スタジアムで開催の横浜ベイスターズの主催試合（対巨人戦、及び一部地方球場での主催試合は除く）を中継。
  - 前年の33試合から55試合と大幅に増加し、これまでは競馬中継を優先して放送がほとんどなかった土日デーゲームも一部中継する[注 10]。
  - 東北地方太平洋沖地震による東京電力管内の計画停電の影響により、4月に行われる横浜スタジアムでの試合は平日もデーゲームとなったため、4月の中継は18:00からの録画放送となっている。

### 2012年
- 中継試合数が27試合と前年55試合から半分以下に大幅に減少。
- 前年では対巨人戦を除く土日主催デーゲームもほぼ中継していたが、2012年度は原則として土日もナイターのみ中継となる。
- 2012年度の中継は8月30日の対阪神戦で終了となり、9月以降の主催試合はナイターであっても中継しない。
- 前年度はTBS仕様のスコアテロップが乗った映像をそのまま使用していたが、2012年度からは映像は公式映像ながらスコアテロップなどはtvk独自のものになった（前年度同様、一部tvk独自カメラの映像が挿入される）。球団略称を「横浜DeNA」（TBSは「DeNA」）、1文字略称を引き続き「横」（同「De」）とするなどの違いが見られる。

### 2013年 - 2019年
- 中継数や概要はほぼ2012年と変わらず。2013年は18:30、2014年からは火 - 木曜日18:15、金 - 日曜日は18:30放送開始。終了時刻は火 - 金曜日21:30、土・日曜日は21:50だったが、前述のとおり2015年8月からは032チャンネルとワンセグ2で放送を継続する。
- 2016年の中継数は32試合と微増。日曜ナイターの中継も復活。しかし例年3連戦全て中継していた「YOKOHAMA STAR☆NIGHT」は、金曜ナイターの1試合のみの中継となる。
  - 3月29日の本拠地開幕戦は、巨人戦ではあるが中継が行われた[5]。tvkでの巨人戦中継は数十年ぶりとなった。また通常の中継では、ベンチリポーター1名が両サイドを兼任するが、当日はDeNAサイドに加え、ビジターである巨人サイドにもベンチリポーターが配置された。
  - 9月22日のヤクルト戦は、祝日デーゲームだが放送が予定されていた。しかし雨天中止となり、代わりに24日の巨人戦（同じくデーゲーム）の中継を行った[6]。
  - 29日の本拠地最終戦（対ヤクルト）は、20:00から特別番組として放送[注 11]。三浦大輔の引退登板や、試合後のセレモニーの模様を放送した[7]。
  - ベイスターズのクライマックスシリーズ (CS) ファイナルステージ進出に伴い、MAZDA Zoom-Zoom スタジアム広島（マツダスタジアム）で行われた10月13日の第2戦（対広島）を放送。解説は平松政次、実況は吉井祥博で現地（広島ホームテレビ）からの映像を用いカラ出張形式で中継を行った[8][注 12]。また、横浜スタジアムからのパブリックビューイングリポートを長澤彩子が担当し、現地広島からの電話リポートとして根岸佑輔が派遣された。ビジターゲームの放送は、神宮のヤクルト戦を制作していた2004年以来となる[9]。
- 2017年の中継数は34試合と微増。巨人戦も3試合に増えた一方、日曜ナイターが再び消滅した。中継日は火曜から金曜のみになり4月5日と9月1日の巨人戦、高校野球中継を優先する7月中旬から8月上旬の一部カードを除き該当の曜日は全て中継している。
  - この年もベイスターズがCSに進出したことで、10月15日に甲子園で行われたファーストステージ第2戦（対阪神）を放送。解説は遠藤一彦、実況は吉井で現地（朝日放送）からの映像を用い、テロップを差し替える形でカラ出張にて中継を行った。前年同様、横浜スタジアムからのパブリックビューイングリポートを長澤が、現地甲子園からの電話リポートを根岸が担当した。ベイスターズはその後ファイナルステージに進出したため、10月22日にマツダスタジアムで行われる予定だった第4戦（対広島）を平松の解説、吉井の実況で現地（広島ホームテレビ）からの映像を用いカラ出張で中継予定も、台風に伴う悪天候のため試合中止になり中継は幻に終わった。さらに、10月25日に行われる予定だった第6戦を第4戦のスタッフと同じ体制で放送する予定だったが、前日24日の第5戦でベイスターズの日本シリーズ出場が決まったため、こちらの中継も幻となった。
- 2018年の中継数は41試合と前年より7試合増えた。巨人戦も9試合と他の対戦カードと同等の扱いになった。土日のナイター中継が復活し8月と9月で合計6試合中継した。
- 2019年の中継数は、前年と変わらず41試合。巨人戦は前年より2試合少ない7試合、土日のナイター中継は6月と8月に計7試合中継した。また、ベイスターズのCSに進出に伴い、10月6日・7日に横浜スタジアムで行われたファーストステージ第2・3戦（対阪神）を放送した。

### 2020年
- 2020年には、前年と同様に41試合の中継を予定していた。しかし、日本国内における新型コロナウイルスの感染拡大の影響でレギュラーシーズンの開幕が3月20日から6月19日に延期されたことや、レギュラーシーズンの試合数が143試合から120試合へ削減されたことに伴って、以下のように対応している。
  - 延期期間中の4月28日から6月10日までは、2019年の中継試合（6月は2018年以前の試合）から毎回1試合を選び、その試合のダイジェスト版（イニングによっては当時の実況音声もそのまま）流れる）を観ながらtvkアナウンサーとDeNAファンの著名人やプロ野球解説者等がトークを行う特別編「プレイバック!横浜DeNAベイスターズ熱烈LIVE!」を原則毎週火・水・日曜日[注 13] 夜に放送した[10]。
  - レギュラーシーズンの中継は、6月19日に広島との開幕戦から実施。同月26日・27日の対阪神戦では、2003年8月以来途絶えていたサンテレビでの同時ネット[注 14] がおよそ17年振りに再開された。同局では、9月9・10日、10月31日の対阪神戦中継でも同時ネットを実施。

### 2021年
- 2021年の中継数は、42試合[注 15] と前年より1試合増えた。巨人戦は7試合放送、土日のナイター中継は、追加された9月19日の対中日戦の1試合のみとなる。また、東京ドームでの主催試合も8月17・18日・19日の対阪神戦で放送した。
  - レギュラーシーズン開幕日から5月27日[注 16] までの期間に横浜スタジアムを含めた関東圏の一部（東京都・神奈川県・埼玉県・千葉県）の球場で予定しているナイトゲームの開始時間（例年は基本として18:00）については、新型コロナウイルスの感染拡大を防止する観点から、17時台後半（横浜スタジアムは17:45）へ繰り上げることになった。このような事情から、tvkでは以下のように対応した。
    - 3月30日～4月1日の対ヤクルト戦（試合開始時刻を当初予定の18:00から17:45に繰り上げ）
      - 横浜スタジアムでの開幕シリーズという事もあり、メインチャンネルの中継は三日間全て試合開始の17:45[注 17] からになった。

    - 4月2日の対広島戦・4月9日の対阪神戦・4月16日の対巨人戦（試合開始時刻を当初予定の18:00から17:45に繰り上げ）
      - メインチャンネルの中継は、三日間全て当初の18:30放送開始から18時からの中継に繰り上がった[注 18]。

    - 4月20日以降（試合開始時刻を当初予定の18:00から17:45に繰り上げ）
      - メインチャンネルでは、通常の放送時間に戻った[注 19]。

### 2022年
- 2022年の中継数は、41試合を中継[注 20] 。巨人戦は9試合放送、土日のナイター中継は、7月30日の対巨人戦の1試合のみとなっていたが、巨人のチーム内で新型コロナウイルスの陽性者が続出した影響で試合自体が延期となった[注 21]。また、6月25日の対広島戦で6年ぶりにデーゲーム中継を行った。
  - 同年はtvkの開局50周年という事もあり、3月10日に球団とパートナーシップを締結した[11]。
  - 9月28日[注 22][12]の対中日戦はtvkが冠スポンサーとなる『tvk開局50周年「感謝のカタチ」ナイター』として開催された[13]。この試合は、メインチャンネルの中継が試合開始30分前の17:30からの放送になった。また、この日は3月25日の開幕戦である対広島戦で実施した通常032チャンネルとワンセグ2で行っている延長放送をメインチャンネルで行う予定だったが、試合が早く終了した為に行わなかった。
  - この年はベイスターズが2位でCSに進出に伴い、10月8日・10日に横浜スタジアムで行われたファーストステージ第1・3戦（対阪神）を放送した[14]。

### 2023年
- 2023年の中継数は、42試合を予定。巨人戦は8試合放送、土日のナイター中継は、8月と9月で合計4試合を放送予定。一方で、デーゲーム中継は当初組まれなかったが、開幕後に5月4日の対広島戦を急遽追加した[15]。
  - 4月4日のホーム開幕戦からの3試合[注 23] は『tvk開幕シリーズ』として、豪華ゲストを迎えて放送した。
  - 4月14日の対阪神戦はtvkが冠スポンサーとなる『tvk熱烈LIVEスペシャルナイター』として開催された。なお、4月4日のホーム開幕戦の対巨人戦とこの試合はメインチャンネルの中継が18:00からの放送になった。
  - この年はベイスターズが3位でCSに進出したが、マツダスタジアムで行われたファーストステージ（対広島）は両試合共に中継しなかった。tvkとしては、ベイスターズがクライマックスシリーズに進出した時に初めて中継を行わなかった。

### 2024年
- 中継数は、前年同様の42試合を予定。巨人戦は6試合放送、土日のナイター中継は、8月に2試合を放送予定。デーゲーム中継は、5月25日と26日の対広島戦を放送。また、本年は高校野球期間中を除く横浜スタジアムで行われる平日のナイターを全て中継する。
  - 6月11日からの対千葉ロッテ戦はビジターながら、三連戦全てをチバテレからの同時ネットで中継[注 24]。レギュラーシーズンのビジター中継は、2008年以来16年ぶり。
  - この年もベイスターズが3位でCSに進出したが、甲子園で行われたファーストステージ（対阪神）と東京ドームで行われたファイナルステージ[注 25]（対巨人）は中継しなかった。なおベイスターズが7年ぶりにクライマックスシリーズを優勝したため、10月22日の21:00 - 21:30[注 26]に優勝特番『横浜DeNAベイスターズ熱烈LIVE CS優勝記念SP』を放送した[16]（吉井アナと根岸アナが出演）。また、ベイスターズが26年ぶりに日本シリーズを優勝したため、11月13日の21:00 - 21:30[注 27]に日本一特番『横浜DeNAベイスターズ熱烈LIVE 日本一おめでとうSP』も放送した[17]。なお、両方ともにtvkの公式YouTubeチャンネルで見逃し配信を実施している。

### 2025年
- 中継数は、45試合を予定。巨人戦は6試合放送、土日のナイター中継は、9月に4試合を放送予定。デーゲーム中継は、9月23日の対阪神戦を放送。また、本年も高校野球期間中を除く横浜スタジアムで行われる平日のナイターを全て中継する。

## ビジターゲームの中継形態
2024年に中継されたロッテ対横浜DeNA以外は2008年まで、全てハイビジョン制作。◆は交流戦。
- ◆西武対横浜戦（西武ドーム）＝テレビ埼玉制作
- ◆ロッテ対DeNA戦（千葉マリンスタジアム）＝千葉テレビ放送制作
- 阪神対横浜戦（甲子園球場）＝サンテレビ制作（水曜日、日曜日のみ朝日放送制作）
- 中日対横浜戦（ナゴヤドーム）＝三重テレビ制作三重テレビナイター（東海テレビ制作協力）

## ホームゲームの中継形態
- DeNA対阪神戦 - 関西圏ではサンテレビでの放送が多いが、巨人戦またはゴールデンタイムの通常番組の差し替えや週末デーゲームなどではテレビ大阪（火曜日のみ）、読売テレビ、関西テレビ、毎日放送のいずれかが制作する形で放送されることもある（tvk同様に球団公式映像の配給を受けるか、中継車を派遣して独自に映像を制作するかが異なり、特にサンテレビは独自映像の制作が基本となっている）。
  - 2020年からは、かつて盛んに行われていた自社制作でのサンテレビへの局間ネットが再開された。2021年からは、自社制作でサンテレビにネットしている場合に限り、サンテレビ側で「現在、球場内の音声のみお送りします」というテロップを画面上部に表示する演出が追加された。
  - 2021年は東京ドームでの中継に限り、関西圏では関西圏の放送局側（8月17日と19日はサンテレビ、18日は関西テレビ）の制作で同時ネットされた（関西テレビは球団公式映像も利用。サンテレビはExpressの協力で独自制作）。なお、サンテレビでは初の自社制作による東京ドームからの中継が実現した[注 28]。
  - 2022年5月13日[注 29]については、横浜スタジアムでの試合としては2019年以来となるサンテレビ側の乗り込み中継となる予定で、tvkとは別建て放送となる予定だったが、雨天中止となった。
- DeNA対広島戦 - 広島県はNHK広島放送局・中国放送・広島テレビ・広島ホームテレビ・テレビ新広島制作で独自に放送することもある（tvk同様に球団公式映像の配給を受けているが、実況やスコアテロップは各局のものに差し替え、ハイライトVTRも各局で独自に編集している）。なお。1986年には、広島テレビが解説者に池谷公二郎を派遣してtvkからの局間ネットで放送したことがあった。

過去の放送形態
- 1970年代には、大洋対巨人戦も自社制作し、近県の独立UHF局にネットしていた。
- 2004年までは神宮球場のヤクルト×横浜戦も自主制作で放送していた他、以前はヤクルト主催の対広島・中日・阪神戦も制作した実績もあるが、2005年からは放送していない。
- ヤクルト対阪神（神宮球場）＝サンテレビ制作
  - 2003年9月11日に東京MXテレビでの放送が、資本関係からヤクルト主催は対中日戦のみという放映権の都合上できなかったために放送。また、1980年代にはサンテレビがしばしば神宮に乗り込んでいたため、サンテレビからのネット受けでtvkで放送される機会も多かった他、サンテレビ（神宮）とtvk（横浜）の二元中継を行う事もあった。

### 中継ネットワーク局
基本的にはtvkのみの単独ローカル放送となっているが、まれに以下の局へネットする場合がある。
- 2004年までは横浜対阪神戦のみサンテレビにもネットしていたが、それ以降はサンテレビの中継が自主制作に切り替わった一方、tvkも自主制作が減少したため、tvkからのネットは行っていなかった。しかし、2020年にサンテレビとの同時ネットが復活すると、この年は4試合をネットした。また、1982年には大洋対広島戦の2試合もネットしていた。
- TOKYO MXでも本来、tvk制作のDeNA対ヤクルト戦が放送可能の局であり、提供番組をスポンサー契約されている東京新聞と東京中日スポーツが担当していたが、未放送である。

過去のネット局
- とちぎテレビ（金曜日のみ）、千葉テレビ放送、群馬テレビ、テレビ埼玉、びわ湖放送、テレビ和歌山、奈良テレビ、岐阜放送、三重テレビ（横浜×中日戦。～2005年）へもネットを行っていたが、TBS制作中継のtvkでの放送が増加して以降はネットされていない。
- 開局当初は香川県のみを公式なサービスエリアとしていた瀬戸内海放送に向けての同時ネットの試合もあった。

## 出演者

### 解説者
●印は、DeNA（2011年までは横浜）球団職員を務める傍ら出演経験のある人物。

#### 現在の解説者
- 平松政次（フジテレビ・DAZN解説者兼）
- 齊藤明雄（2001年 - 2006年、2009年 - 2012年、2015年 - 。フジテレビ・J SPORTS・DAZN解説者兼）
- 遠藤一彦●
- 野村弘樹（2006年、2011年 - 。フジテレビ・読売テレビ・J SPORTS・TBSチャンネル・ニッポン放送解説者兼）
- 谷繁元信（2017年 - 。フジテレビ・メ～テレ・ニッポン放送・東海ラジオ・DAZN解説者兼）
- 佐伯貴弘（2018年 - 。TBSチャンネル・DAZN解説者兼）
- 多村仁志（2018年 - 。TBSチャンネル・MXテレビ・J SPORTS・DAZN解説者兼）
- 阿波野秀幸（2022年[注 30]・2024年-。ミヤギテレビ・フジテレビ・日テレジータス・GAORA解説者兼）
- 荒波翔（2020年 - 。DAZN解説者兼）
- 川村丈夫（2022年[注 31] - ）
- 高木由一 (2022年 - )
- 須田幸太 (2023年 - )
- 中畑清 (2023年[注 32] - )
- 荒木大輔 (2023年 - 。NHKBS1MLB中継・日テレジータス・BS朝日・GAORA・文化放送解説者兼)
- 仁志敏久 (2024年 -。フジテレビ・TBSチャンネル・J SPORTS・文化放送解説者兼)
- 梶谷隆幸 (2025年 -。日本テレビ解説者兼)

tvk自社制作中継ではホエールズ・ベイスターズOBにほぼ限定してキャスティングしている。また、TBSチャンネルの中継とは差別化を図り、フジサンケイグループの放送局（フジテレビ、ニッポン放送、文化放送）と契約する解説者が多く担当している（TBSが親会社になる以前のベイスターズのテレビ放映権をフジテレビが持っていたり、ラジオ放映権がニッポン放送、文化放送の所属するNRN独占だったため、ベイスターズOBでTBS解説者でない人物は必然的にフジサンケイグループ所属が多いという事情もある）。

#### 過去の解説者
tvk自社制作中継出演
※50音順。
- 秋山登（1978年 - 2000年）
- 池谷公二郎（日本テレビ・広島テレビ解説者。広島テレビに同時ネットされた1986年4月13日の対広島戦に出演）[18]
- 伊藤勲（神宮球場での対ヤクルト戦を多く担当した）
- 伊原春樹（2005年5月20日の対西武戦を担当[19]）
- 大下弘（1973年）
- 大矢明彦
- 長田幸雄
- 苅田久徳
- 木田勇（1997年 - 1998年）
- 駒田徳広（2006年 - 2008年、2010年 - 2015年、2020年 - 2021年。テレビ東京・TBSチャンネル解説者兼）
- 近藤和彦
- 近藤昭仁
- 斎藤隆（2021年。NHK BS1MLB中継・テレビ東京・仙台放送・TBSチャンネル解説者兼）
- 佐々木信也
- 鈴木隆（1977年 - 1984年、1989年 - 2005年）
- 高木豊
- 田代照勝
- 田代富雄（1992年 - 1996年。ニッポン放送解説者兼）
- 高橋雅裕（2006年 - 2007年。J SPORTS解説者兼）
- 辻恭彦（1999年 - 2007年）
- 土井淳（2001年 - ?）
- 長池徳士（在任当時日本テレビ・福岡放送・ラジオ関西解説者兼）
- 中塚政幸
- 野村収（1996年 - 2003年。J SPORTSと兼任していた時期あり）
- 畠山準（2001年? - 2006年頃。年数回のゲスト[20]、のちに準レギュラー[21]）●
- 波留敏夫（2005年）
- 別所毅彦（1970年代初めに出演。フジテレビ・文化放送解説者兼）
- 堀井恒雄（1997年）
- 松原誠
- 三浦大輔（2017年 - 2018年）
- 基満男（1989年。RKB解説者兼）
- 盛田幸妃（2003年 - 2007年。TBSラジオ・北海道放送解説者兼。2008年以降はTBSニュースバード制作中継に出演）●
- 森中千香良（1976年 - 1995年。ニッポン放送解説者兼）
- 森本稀哲（2016年 - 2022年。在札各局・GAORA・TBSチャンネル・テレ玉・NHK北海道解説者兼）
- 屋鋪要（1996年 - 1997年）
- 山下大輔
- 若生忠男

TBSニュースバード制作中継のみ
- 衣笠祥雄（TBSテレビ・ラジオ解説者兼）
- 槙原寛己（TBSテレビ・ラジオ解説者兼）
- 佐々木主浩（TBSテレビ・ラジオ解説者兼）
- 牛島和彦（TBSラジオ・CBCテレビ・CBCラジオ解説者兼）
- 佐々岡真司（対広島戦のみ出演。中国放送・TBSラジオ解説者兼）
- 田淵幸一
- 川口和久

### 実況アナウンサー・リポーター
基本的にはtvkのアナウンサーが担当するが、全国高等学校野球選手権神奈川大会の期間中はその実況が優先となるため、その期間はフリーアナウンサーが担当することがある。
●印は、フリーアナウンサー。

#### 現在の実況アナウンサー・リポーター
- 吉井祥博（1990年代後半 - ）
- 根岸佑輔（2011年 - 。5月15日の対ヤクルト戦からリポーターとして参加し、9月6日の対ヤクルト戦で初実況）
- 四家秀治（2011年7月 - ）●
- 岡村帆奈美（2021年9月24日 - 。リポーターのみ担当[注 33]）
- 熊谷龍一（2022年6月3日 - ）●
- 槇嶋範彦（2022年7月6日 - ）●
- 喜谷知純（2022年8月3日[注 34] - ）●
- 照井七瀬（2022年8月3日 - 。リポーターのみ担当）
- 増田美香（2023年5月16日 - 。リポーターのみ担当）
- 山田弥希寿（）●

#### 過去の実況アナウンサー・リポーター
『TVKハイアップナイター』時代
- 岡村光芳（1970年代 - 1980年代?）
- 辻豊人（1970年代 - 1980年代前半）
- 岡田実●（1978年以降は『サンテレビボックス席』でも阪神対横浜大洋戦の実況を担当）

『ベイサイドナイター』時代
- 豊川浩
- 阿部実

『ベイスターズナイター』時代
- 田中大士
- 久保弘毅（1990年代後半 - 2005年）
- 富樫吉樹（1998年頃 - 2009年頃）
- 佐藤亜樹（2000年代 - 2014年）[注 35]
- 島碩弥（1994年 - ?。RFラジオ日本退社後に担当）●
- 深澤弘（1990年代 - 2000年代。1994年のニッポン放送退社後に担当）●
- 枇杷阪明●
- 石川顕（2000年代。2001年8月の東京放送定年退職後に担当）●
- 胡口和雄●
- 坂信一郎●
- 上野晃●

以下3名は2008年 - 2010年のTBSニュースバードとの同時放送の試合を主に担当（tvkとの同時ネット分はTBSアナウンサーは出演しないため）
- 山田透●
- 加藤暁●
- 石原敬士●

ベイスターズリポーター（2004年 - 2011年）
- 大矢陽子（2004年 - 2005年。オフィシャルリポーター）
- 吉岡さちこ（2005年 - 2009年。オフィシャルリポーター）
- 芦崎愛（2010年 - 2011年。オフィシャルリポーター。球団制作の一部試合のみ登場）
- ケチャップ（球団制作の一部試合のみ登場）

『熱烈LIVE』時代
- 森田浩康（1979年? - 2016年）
- 長澤彩子（2015年8月20日 - 2018年。リポーターのみ担当）
- 赤井祐紀（2019年5月16日 - 2021年4月21日。当初はリポーターのみ担当。2020年8月28日のDeNA対ヤクルト戦で初実況）
- 瀬村奈月（2018年8月19日 - 2021年10月7日。リポーターのみ担当）

以下3名は実況のみ担当
- 宮田統樹（2000年代、2011年 。ニッポン放送嘱託兼）●
- 黒沢幸司（2011年 ）●
- 松岡俊道（2011年。※それ以前にも担当。J SPORTS・フジテレビONE『プロ野球ニュース』兼）●

『SEAREX BREEZE』実況
- 栗原治久

## 期間限定企画
tvkでは横浜スタジアムでの7・8月の夏休み期間にあるベイスターズ主催試合に関して、ベイスターズファンの親子を無料で放送席に招待するキャンペーンを行う。原則として対象試合1組2名の小中学生以下の子供たちとその保護者をtvkの放送席に招き、解説者と放送を楽しむことができる。

## 過去に行われた企画
- シャッフルクイズ（1995年 - 2000年ごろ）

各回、両軍攻撃終了後（または投手交代時）のCM入りから30秒後に一文字ずつキーワードを出題、横浜スタジアムで開催される横浜ベイスターズ主催試合のチケットや、横浜ベイスターズ選手のサイン入りグッズなどが当るクイズを行っていたが、現在は行っていない。
- ベイサイドステーション対決企画（1997年ごろ）

横浜対阪神戦の中継時のみ行われた企画で、TVK（横浜）とサンテレビ（神戸）両局のアナウンサーが実況対決を行う企画。これはサンテレビ制作の同カードの中継でも行われた。
- テレゴング企画（年度不明）

## テーマソング

### YOKOHAMAベイスターズナイター
- 明日の行方（SMILE） - 年度不明

### tvkプロ野球中継 横浜DeNAベイスターズ熱烈LIVE
- きらきら(トミタ栞) - 2014年度[22]
- 全う(吉田山田) - 2016年度[23]
- 横浜VIBRATION（DISH//） - 2017年度[24]
- swing swing swing（J☆Dee'Z） - 2018年度[25]
- Sky Rocket（Rihwa） - 2019年度[26]
- あたたかくなった頃には（まなつ） - 2020年度[27]
- この指とまれ（BOOOST） - 2021年度[28]
- stars（D.Y.T） - 2022年度[29]
- あの人のため（小林柊矢） - 2023年度[30]
- Blue Star（相川七瀬） - 2024年度
- Victory Anthem（相川七瀬） - 2025年度[31]

## 備考
土曜日・日曜日のナイターについてはDeNA主催試合を除いて放送していない（土曜日は20:55より「あっぱれ!KANAGAWA大行進」を放送しているが、土・日にDeNA戦を中継する場合は同番組を休止して放送する）。ただし、2006年9月10日（日曜日）の「阪神×横浜」は対阪神戦の最終試合という事もあって、実況・解説は朝日放送、制作は朝日放送とサンテレビで放送された。
平日が祝日の場合は「tvkニュース930」が休止となり、21:45まで放送する。
毎年7月の高校野球期間中は「高校野球ニュース」を放送するため、中継終了時間が通常より早まる。
2007年までJ SPORTS制作分の土・日・祝日の横浜ホーム戦中継でJ SPORTSでは副音声（FMハマスタ）を放送していた。2007年4月21日のデーゲーム「横浜×広島」戦は「Asahi富士山のバナジウム天然水」のスポンサー協賛試合となり、この日は14:00 - 16:55の時間帯にて『Asahi 富士山のバナジウム天然水Presents 横浜ベイスターズ中継』と題して放送（同日に限り『中央競馬ワイド中継』を14:00で飛び降り、第2部休止）。横浜球場ではベイスターズロゴ入りの同商品ボトルなどが配布された。また、同試合の始球式は「1230アッと!!ハマランチョ」月・火曜司会の金田賢一が務めた。ほか、デーゲーム中継番組中に同商品のプレゼントクイズなども行われた。
2008年は「ハマの星を支援!!地球を支援!!キャンペーン」と題し、tvkが制作・放送するベイスターズ球団主催試合で勝利を挙げるごとに当日の有料入場者数×10円（例・3万人である場合は3万×10＝30万円）をWFPの食糧支援キャンペーンに寄付される。
2008年からは、中日対DeNA（三重テレビ制作）、阪神対DeNA（サンテレビ制作）、西武×DeNA（テレビ埼玉制作）の中継は地上デジタル放送ではハイビジョンで放送されている。
TBSニュースバード制作中継を放送する際、2008年まではフリー解説者が担当していたが、2009年よりTBSテレビ解説者が担当する状況が解禁され、その割合が増えてきている。実況アナウンサーはTBSニュースバード制作の試合がtvkでも放送される場合は、TBS所属のアナウンサーは担当せず、フリーアナウンサーが担当する。
また、ロッテが川崎球場を本拠地としていた時代のごく一時期、TVKが大洋・ヤクルト主管試合を放送するためにロッテ主管試合を放送できない日、なおかつ、テレビ埼玉で放送する西武戦（主管・ビジターを問わず）、日本ハム主管試合の放送がない時には「TVSヒットナイター」としてロッテ主管の試合を放送したことがあった。
また、1980年5月28日の川崎球場でのロッテ対阪急戦で、張本勲（ロッテ）が、日本プロ野球史上初の3000安打を達成したが、その中継を担当、当日、NNS、NNNにTVKがオブザーバー（準会員）であったことから、日本テレビ放送網の『NNNスポーツニュース』の冒頭にその映像が放送された